# Argenton-l'Église

Argenton-l'Église este o comună în departamentul Deux-Sèvres, Franța. În 2009 avea o populație de 1,632 de locuitori.